# 克拉科夫大會

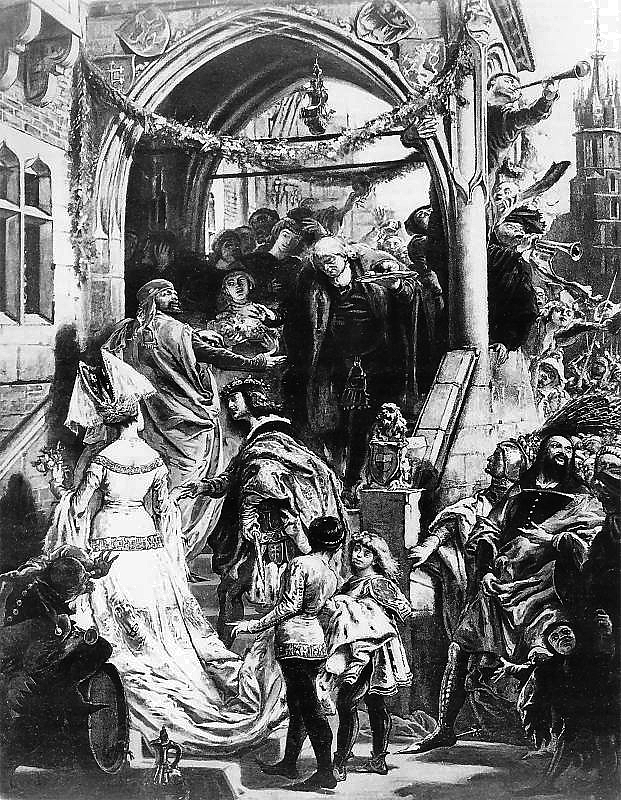
克拉科夫大會的場面

克拉科夫大會（波蘭語： Zjazd krakowski）是由波蘭國王卡西米尔三世所發起的一個君主間會議，於1364年9月22日至27日在克拉科夫舉行。召集會議所用托詞，很可能是一個反土耳其的十字军东征提案，但大會實際召開時主要關心的是歐洲外交問題，其中最重要的是和平關係和中欧的（地緣）權力平衡，以及在一個中歐多政體聯盟框架內、針對土耳其威脅作商談以求達成一個聯合反應（共識）。
當時的與會者們——波蘭國王所接待的國賓們，有神圣罗马帝国皇帝查理四世、匈牙利国王路易一世、丹麦国王瓦尔德马四世、塞浦路斯国王彼得一世、马索维亚国王西莫维特三世、希維德尼察的博尔科二世、瓦迪斯瓦夫·奥波尔奇克、奧地利公爵鲁道夫四世、波美拉尼亞公爵博吉斯瓦夫五世&卡西米尔四世、巴伐利亞公爵奥托五世和罗马人路易六世。 
在奢華環境中所舉行的大會，旨在彰顯波蘭國王的權力和財富，而在整個歐洲圈內得到回響。時活動包括在城市議會組織下，一個於克拉科夫商人米科瓦伊·維爾茲涅克（Mikołaj Wierzynek）家舉辦的著名宴會。據扬·德乌戈什說法，在宴會時舉行的一個持續21天的特別活動，是查理四世與卡西米爾外孫女波美拉尼亚的伊丽莎白的新近婚禮。
依據數個可用的中世紀信源，並不總是在時間和其他問題上達成一致：很可能歷史上有過兩次相互獨立的代表大會，一次是於1363年舉行而與婚姻有關，另一次則在1364年舉行是更具政治性質的君主間會晤。 1364年所討論的議題包括安茹家於波蘭王位的繼承事務，以及對路易一世和查理四世等人所簽署的和平條約進行批准，而由卡西米爾三世和博爾科二世主持仲裁。該事件的一個重要信源是纪尧姆·德·马肖所作的一首詩，他有描述到在維爾茲涅克府上所舉辦的宴會情形。